# Praça Darbar (Catmandu)

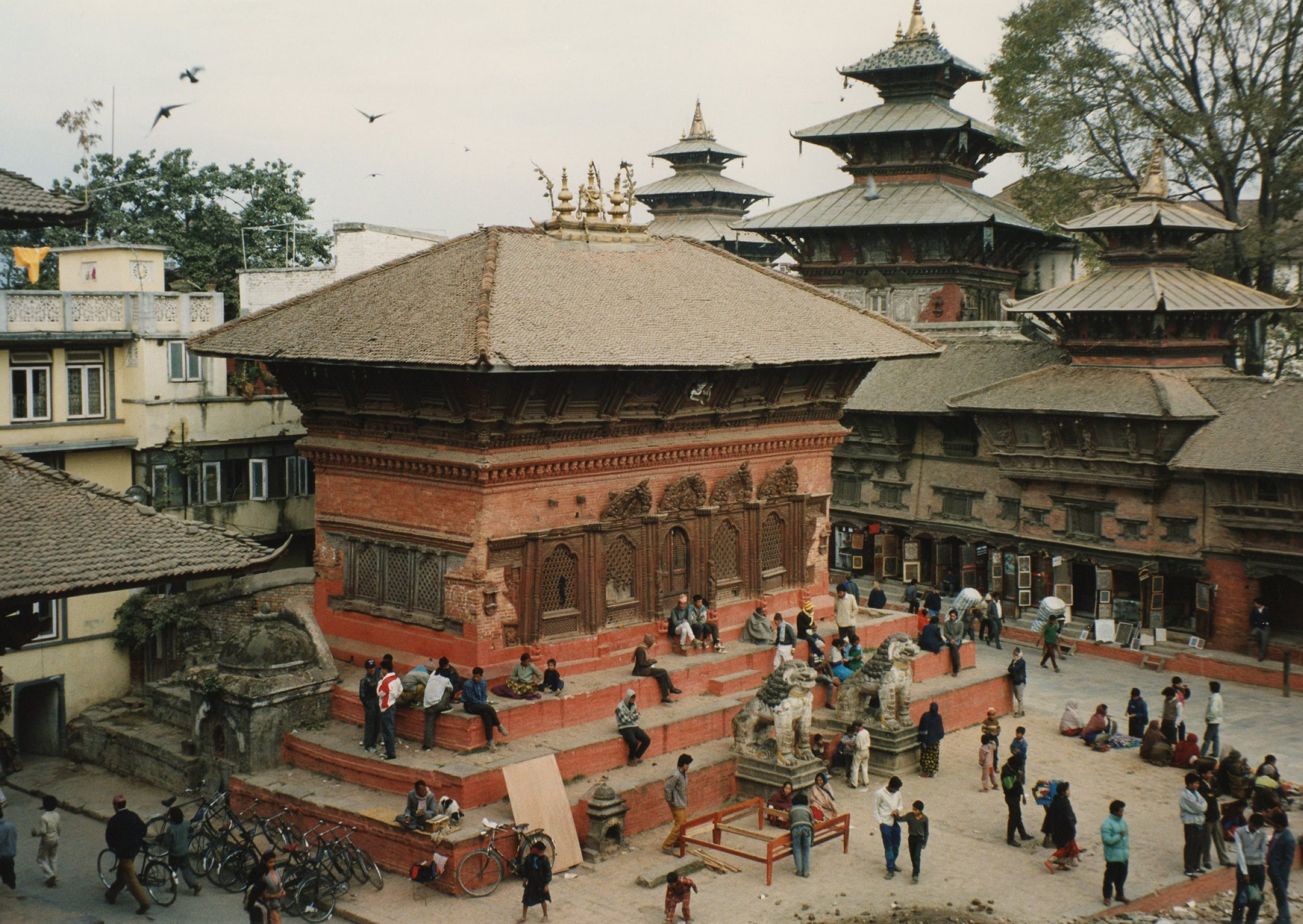
Vista de um detalhe da Praça Darbar

A Praça Darbar, Praça Darbar Basantapur ou Praça Darbar Hanuman Dhoka (por vezes referidas nas formas em inglês Kathmandu Durbar Square e Basantapur Durbar Square) é o coração da cidade velha de Catmandu, a capital do Nepal, onde se situava o Palácio Real. Na verdade, darbar significa palácio. Apesar da família real ter-se deslocado para outro local no início do século XX (o Palácio Narayanhiti), este lugar mantém a sua importância como uma encruzilhada na cidade.
A Praça Darbar consiste de diversas praças, todas ligadas por ruas e becos. Tudo combinado, um labirinto de praças e ruas, fontes, becos e cantos silenciosos, ela é uma das três praças Darbar no vale de Catmandu, no Nepal, as quais fazem parte do Património Mundial da UNESCO.

## História
A praça é rodeada por uma arquitetura espetacular e mostra as habilidades dos artistas e artesãos neuaris ao longo dos vários séculos. O palácio real era originalmente situado na Praça Dattaraya mas foi mais tarde transferido para  a presente localização.
Na Praça Darbar situa-se o Hanuman Dhoka, o complexo de palácios dos reis Malla e Shah que governaram o país. O nome do complexo deriva da estátua de Hanuman, o deus-macaco da mitologia hindu devoto de Senhor Rama, localizada junto à entrada do palácio. A preferência para a construção de palácios reais neste local remonta ao longo do período Licchavi do século III. Os atuais palácios e templos sofreram repetidas e extensas renovações.
Quando a cidade de Catmandu tornou-se independente sob o reinado de Ratna Malla (1484–1520) os palácios se tornaram as residências dos reis Malla, e quando Shah Narayan Prithvi invadiu o vale de Catmandu, em 1769, ele também favoreceu a Praça Darbar para seu palácio. Outros subseqüentes reis Shah continuaram a governar a partir do local até 1896, quando se mudaram para o Palácio Narayan Hiti. No entanto, ela ainda é o centro de importantes eventos reais, como a coroação dos últimos reis do Nepal, Birendra em 1975 e Gyanendra em 2001.